# Zambujeiro (Cascais)
Zambujeiro é uma localidade da freguesia de Alcabideche, Cascais, no distrito e área metropolitana de Lisboa, Portugal.
Limita a leste com Janes e Alcorvim, a oeste com a Quinta do PIsão, a sul com Murches e é rodeada nas restantes direções pela serra de Sintra. Inclui dentro dos seus limites o lugar de Outeiro do Zambujeiro. O seu topónimo provém da planta homónima. Possui como pontos de interesse dois cruzeiros, uma eira, uma fonte com aqueduto e os fornos de cal de Porto Covo e Cartaxa.
Nos seus limites encontram-se as nascentes da ribeira do Zambujeiro, afluente da ribeira da Foz do Guincho.